# Japón en los Juegos Paralímpicos de Geilo 1980
Japón estuvo representado en los Juegos Paralímpicos de Geilo 1980 por cinco deportistas masculinos. El equipo paralímpico japonés no obtuvo ninguna medalla en estos Juegos.